# Árpád Lengyel
Árpád Lengyel (n. 11 aprilie 1915, Kaposvár, Austro-Ungaria – d. 30 aprilie 1993, New Jersey, SUA) a fost un înotător maghiar, medaliat olimpic. A participat la o ediție a Jocurilor Olimpice (1936) în care a câștigat o medalie de bronz.

## Participări
Lista de mai jos prezintă principalele competiții la care a participat Árpád Lengyel de-a lungul carierei.
- Olympische Sommerspiele 1936/Schwimmen – 4 × 200 m Freistil (Männer)[*]